# Kunggara
Kunggara är ett australiskt språk som antas talas av cirka 10 personer. Kunggara talas i Queensland. Kunggara tillhör de pama-nyunganska språken.